# Френк Стурінг
Френк Стурінг (англ. Frank Sturing, нар. 29 травня 1997, Неймеген) — канадський та нідерландський футболіст, захисник клубу «Йорк Юнайтед» та національної збірної Канади.

## Клубна кар'єра
Народився 29 травня 1997 року в місті Неймеген в родині нідерландки і канадця. Вихованець футбольної школи клубу «Неймеген». Дорослу футбольну кар'єру розпочав 2017 року в основній команді того ж клубу, в якій провів чотири сезони, взявши участь у 43 матчах чемпіонату. Наприкінці сезону 2019/20 він покинув клуб після закінчення контракту після 13 років у клубі.
На початку жовтня 2020 року Стурінг приєднався до клубу Еерстедивізі «Ден Босх», де провів один сезон, після чого у серпні 2021 року перейшов до клубу другого австрійського дивізіону «Горн». За цю команду він провів 44 матчі у чемпіонаті і покинув її у червні 2023 року.
Після шести місяців без клубу він переїхав до Канади в січні 2024 року, де приєднався до клубу Прем'єр-ліги «Йорк Юнайтед». Станом на 13 квітня 2025 року відіграв за команду з Онтаріо 19 матчів в національному чемпіонаті.

## Виступи за збірні
2014 року дебютував у складі юнацької збірної Нідерландів (U-18), після чого грав за команди до 19 та 20 років. Загалом на юнацькому рівні взяв участь у 5 іграх.
У 2019 році Стурінг звернувся до Канадської футбольної асоціації, щоб повідомити, що він зацікавлений представляти Канаду на міжнародному рівні. У 2020 році Стерінг отримав канадський паспорт з метою представляти Канаду на Олімпійських іграх 2020 року, незважаючи на те, що раніше ніколи не був у Канаді. У березні 2020 року він був включений до попередньої заявки збірної Канади U23 на матчі олімпійської кваліфікації, однак відбіркові матчі перенесли через пандемію коронавірусної хвороби. 
У січні 2021 року його вперше викликали на тренувальний збір національної збірної Канади. У березні 2021 року його спочатку викликали до збірної Канади U23 для відкладеної олімпійської кваліфікації, але потім включили до заявки головної збірної Канади для відбіркових матчів до чемпіонату світу.
29 березня 2021 року дебютував в офіційних матчах у складі національної збірної Канади і забив свій перший гол у переможному матчі з Каймановими островами (11:0) під час кваліфікації на ЧС-2022.
У складі збірної був учасником розіграшу Золотого кубка КОНКАКАФ 2021 року у США, дійшовши до півфіналу турніру, однак на турнірі не зіграв.
| Дата      | Місто      | Господарі         | Результат | Гості  | Турнір            | Голи | Примітки |
| --------- | ---------- | ----------------- | --------- | ------ | ----------------- | ---- | -------- |
| 29-3-2021 | Джорджтаун | Кайманові Острови | 0 – 11    | Канада | Відбір до ЧС 2022 | 1    |          |
| 5-6-2021  | Брейдентон | Аруба             | 0 – 7     | Канада | Відбір до ЧС 2022 | -    |          |
| Усього    |            | Матчів            | 2         |        | Голів             | 1    |          |